# 돈트렐 윌리스
돈트렐 웨인 윌리스(Dontrelle Wayne Willis, 1982년 1월 12일 - )는 미국 출신의 전 메이저 리그의 야구 선수이다. 데뷔 시즌인 2003년에는 내셔널 리그 신인왕을 수상하였다. 2015년 3월 13일에 은퇴를 표명하였으며, 은퇴 후에는 FOX스포츠의 캐스터가 되었다.
별명은 D-Train이다. 오른쪽 다리를 극단적으로 높게 들어 올린 후 상체를 크게 비트는 독특한 투구폼을 가진 것으로도 유명하다.

## 경력

### 프로 이전
1982년 1월 12일에 캘리포니아주 오클랜드에서 태어났데뷔 첫해, 27경기에 선발 출장해 14승 6패, 평균 자책 3.30을 기록하며 내셔널 리그 신인왕에 올랐다.

### 디트로이트 타이거스 시절
2007년 플로리다 말린스에서 팀동료 미겔 카브레라와 함께 디트로이트 타이거스에 6-2로 트레이드되었다.

### 애리조나 다이아몬드백스 시절
2010년 디트로이트 타이거즈에서 지명할당이 되어 빌리 버크너와 트레이드가 되었다.

### 신시내티 레즈 시절
2010년 11월 23일에 신시내티 레즈와 마이너 계약을 맺는다.

### 마이너리그 전전과 은퇴
필라델피아 필리스, 볼티모어 오리올스, 시카고 컵스 등 여러 팀들과 마이너 계약을 맺었지만 메이저리그로 승격되는 일은 없었으며, 2015년에 밀워키 브루어스에서 스프링캠프를 맞이했지만 등판은 없었으며, 같은해 3월 13일에 은퇴를 표명한다.

## 인물
어머니의 손에 의해서 자랐다. 어머니는 용접공으로 휴일에는 소프트볼에서 포수를 했으며, 오클랜드 애슬레틱스의 팬이자 당시 애슬레틱스의 에이스인 바이다 블루의 팬이었는데, 윌리스가 독특한 투구폼을 가지게 된 배경이 어머니가 블루와 같은 폼으로 던지게 가르쳤기 때문이다. 그덕분에 블루와 똑같은 투구폼을 가지게 된다.

## 수상 경력
- 내셔널리그 신인왕 : 2003년
- 내셔널 리그 다승 1위 : 2005년
- 메이저 리그 올스타전 선출 : 2003년 ~ 2005년
- 워렌 스판 상 : 2005년

## 연도별 투구 성적
| 연 도     | 소 속     | 등 판 | 선 발 | 완 투 | 완 봉 | 무 4 구 | 승 리 | 패 전 | 세 이 브 | 홀 드 | 승 률 | 타 자 | 이 닝  | 피 안 타 | 피 홈 런 | 볼 넷 | 고 4 | 몸 맞 | 탈 삼 진 | 폭 투 | 보 크 | 실 점 | 자 책 점 | 평 자 책 | W H I P |
| --------- | --------- | ----- | ----- | ----- | ----- | ------- | ----- | ----- | -------- | ----- | ----- | ----- | ------ | -------- | -------- | ----- | ---- | ----- | -------- | ----- | ----- | ----- | -------- | -------- | ------- |
| 2003년    | FLA       | 27    | 27    | 2     | 2     | 0       | 14    | 6     | 0        | 0     | .700  | 668   | 160.2  | 148      | 13       | 58    | 0    | 3     | 142      | 7     | 1     | 61    | 59       | 3.30     | 1.28    |
| 2004년    | FLA       | 32    | 32    | 2     | 0     | 1       | 10    | 11    | 0        | 0     | .476  | 848   | 197.0  | 210      | 20       | 61    | 8    | 8     | 139      | 2     | 0     | 99    | 88       | 4.02     | 1.38    |
| 2005년    | FLA       | 34    | 34    | 7     | 5     | 0       | 22    | 10    | 0        | 0     | .688  | 960   | 236.1  | 213      | 11       | 55    | 3    | 8     | 170      | 2     | 1     | 79    | 69       | 2.63     | 1.13    |
| 2006년    | FLA       | 34    | 34    | 4     | 1     | 0       | 12    | 12    | 0        | 0     | .500  | 975   | 223.1  | 234      | 21       | 83    | 6    | 19    | 160      | 6     | 1     | 106   | 96       | 3.87     | 1.42    |
| 2007년    | FLA       | 35    | 35    | 0     | 0     | 0       | 10    | 15    | 0        | 0     | .400  | 942   | 205.1  | 241      | 29       | 87    | 4    | 14    | 146      | 9     | 1     | 131   | 118      | 5.17     | 1.60    |
| 2008년    | DET       | 8     | 7     | 0     | 0     | 0       | 0     | 2     | 0        | 0     | .000  | 122   | 24.0   | 18       | 4        | 35    | 1    | 1     | 18       | 5     | 1     | 25    | 25       | 9.38     | 2.21    |
| 2009년    | DET       | 7     | 7     | 0     | 0     | 0       | 1     | 4     | 0        | 0     | .200  | 160   | 33.2   | 37       | 4        | 28    | 0    | 1     | 17       | 1     | 0     | 28    | 28       | 7.49     | 1.93    |
| 2010년    | DET       | 9     | 8     | 0     | 0     | 0       | 1     | 2     | 0        | 0     | .333  | 202   | 43.1   | 48       | 3        | 29    | 0    | 2     | 33       | 4     | 0     | 24    | 24       | 4.98     | 1.78    |
| 2010년    | ARI       | 6     | 5     | 0     | 0     | 0       | 1     | 1     | 0        | 0     | .500  | 114   | 22.1   | 24       | 3        | 27    | 0    | 3     | 14       | 4     | 2     | 17    | 17       | 6.85     | 2.28    |
| '10계     | ARI       | 15    | 13    | 0     | 0     | 0       | 2     | 3     | 0        | 0     | .400  | 316   | 65.2   | 72       | 6        | 56    | 0    | 5     | 47       | 8     | 2     | 41    | 41       | 5.62     | 1.95    |
| 2011년    | CIN       | 13    | 13    | 0     | 0     | 0       | 1     | 6     | 0        | 0     | .143  | 334   | 75.2   | 78       | 6        | 37    | 2    | 2     | 57       | 8     | 0     | 42    | 42       | 5.00     | 1.52    |
| 통산：9년 | 통산：9년 | 205   | 202   | 15    | 8     | 1       | 72    | 69    | 0        | 0     | .511  | 5325  | 1221.2 | 1251     | 114      | 500   | 24   | 61    | 896      | 48    | 7     | 612   | 566      | 4.17     | 1.43    |

- 각연도의 굵은 글씨는 해당 시즌 리그 1위.